# Fissidentaceae
A Fissidentaceae család a valódi lombosmohák osztályába tartozik. A csoport részletesebb jellemzése a Fissidens nemzetség leírásánál található, de fő jellemző, hogy a növények levélhüvellyel rendelkező levélkéi két sorban helyezkednek el. A családba jelenleg három nemzetség tartozik 521 fajjal:
- Conomitrium - 5 faj.
- Fissidens - 513 faj
- Moenkemeyera - 3 faj

Magyarországon csak a Fissidens nemzetség fajai fordulnak elő.